# Euploea micronesia
Euploea micronesia är en fjärilsart som beskrevs av William Doherty 1891. Euploea micronesia ingår i släktet Euploea och familjen praktfjärilar. Inga underarter finns listade i Catalogue of Life.